# José Rita
José Bartolomeu Barrocal Rita dos Mártires, popularmente conhecido como Zé Rita, (Vila Real de Santo António, 2 de abril de 1932 - Cotia, 22 de outubro de 2001) foi um futebolista português que atuou como goleiro.

## Biografia
José Bartolomeu Barrocal Rita dos Mártires nasceu em Vila Real de Santo António no ano de 1932, filho de Manuel Rita dos Mártires e Maria Remédios Barrocal Rita dos Mártires. Goleiro, iniciou sua carreira no futebol no Olhanense, clube português de Olhão no ano de 1950, onde permaneceu por duas temporadas, defendendo o clube em dezenove partidas.
Entre os anos de 1953 e 1955, defendeu o Sporting. Pelo clube lisboeta, integrou o elenco que campeão da Taça Primeira Divisão de 1952–53.[carece de fontes?] Após a passagem pela equipe de Lisboa, mudou-se para o Sporting Clube da Covilhã onde permaneceu por sete temporadas, de 1955 até 1962. Atuou em 128 partidas pelo clube, participando da conquista da II Divisão de 1957-58. Foi vice-campeão da Taça de Portugal de 1956-57, em que o cube de Covilhã foi derrotado pelo Benfica por 3 a 1.[carece de fontes?]
Após sete anos defendendo o Sporting Clube da Covilhã, Rita retornou a Lisboa para defender o Benfica. Permaneceu no time entre 1962 e 1964. Na passagem de dois anos pelo clube foi campeão da Taça de Portugal de 1963-64, a Primeira Divisão de 1963–64 e da Taça de Honra da AF Lisboa de 1962-63, onde atuou como titular na final que culminou na vitória do Benfica por 3 a 1 sob o Atlético Clube de Portugal.[carece de fontes?] Ainda pelo Benfica, foi vice-campeão do Copa Intercontinental de 1962, após o Santos Futebol Clube de Pelé, derrotar o Benfica.
No ano de 1964, deixou o Benfica e atuou no Casa Pia Atlético Clube onde permaneceu até 1966.

## Vida pessoal
Casado com a paulista Zilda Marques no ano de 1954, Rita emigrou para o Brasil e estabeleceu-se no país. No país chegou a trabalhar como administrador na Associação Portuguesa de Desportos.

### Morte
Residindo no Brasil, Rita morreu em Cotia no ano de 2001, aos sessenta e nove anos de idade.

## Títulos

### Sporting
- Primeira Divisão de 1952–53[carece de fontes?]

### Sporting Clube de Covilhã
- II Divisão: 1957-58[carece de fontes?]

### Benfica
- Taça de Portugal de 1963-64[carece de fontes?]
- Primeira Divisão de 1963–64[15]
- Taça de Honra da AF Lisboa: 1962-63[carece de fontes?]